# Miałka
Miałka – osada w Polsce położona w województwie zachodniopomorskim, w powiecie stargardzkim, w gminie Ińsko, położona 4 km na zachód Inska (siedziby gminy) i 31 km na północny wschód od Stargardu (siedziby powiatu).
W latach 1975–1998 miejscowość administracyjnie należała do województwa szczecińskiego.

## Geografia
Wieś w woj. zachodniopomor. (powiat stargardzki, gmina Ińsko, sołectwo Linówko), na Pojezierzu Ińskim, nad jeziorem Ińsko, na terenie Ińskiego Parku Krajobrazowego. — 56 mieszk. w 2008 r.
- dwór, park dworski[5].